# 脚絆

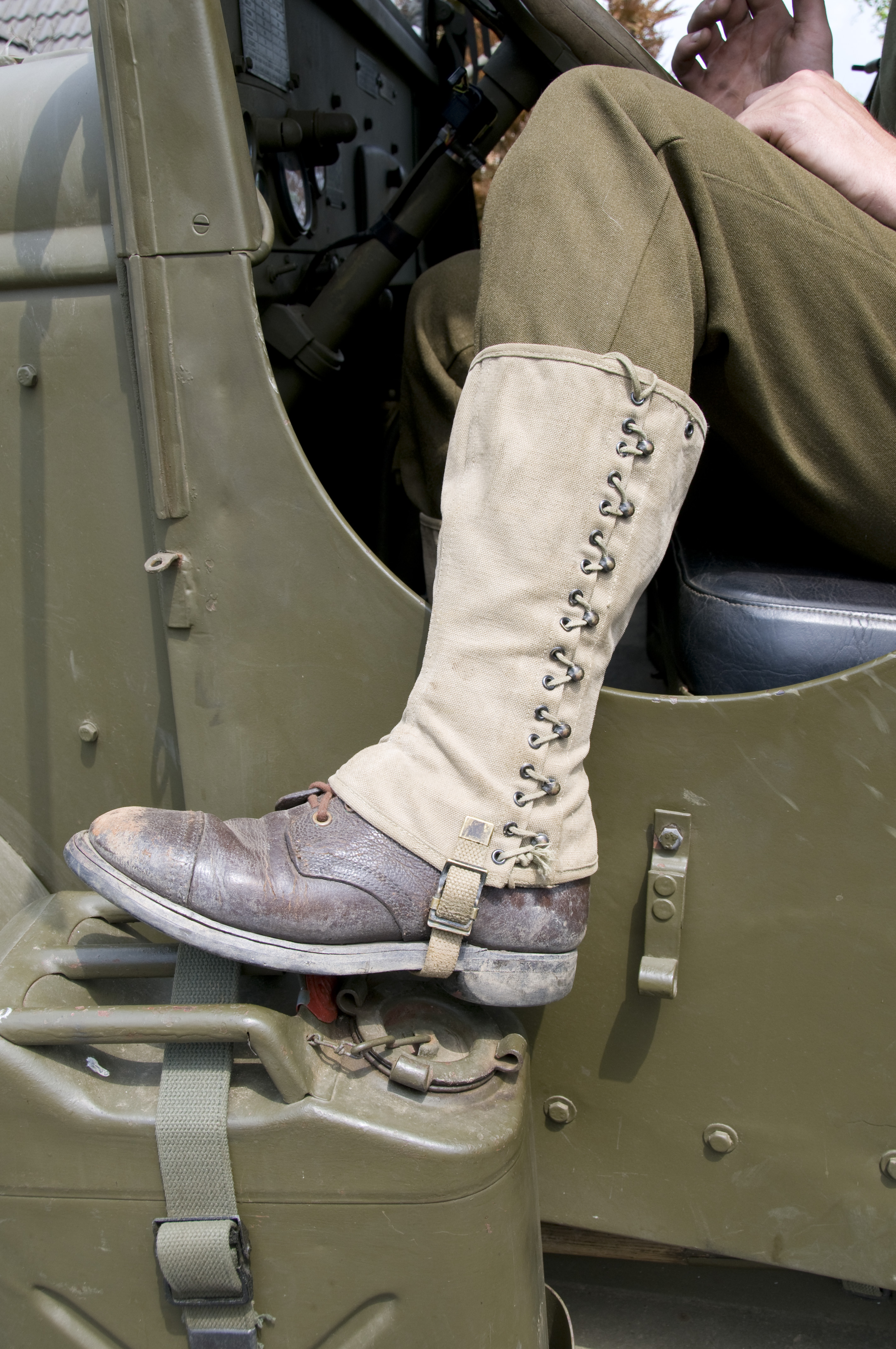
アメリカ軍のレギンス型脚絆。2008年開催の歴史再現イベントにおける撮影。

脚絆（きゃはん。脚半とも）とは、脛の部分に巻く布・革でできた被服。ゲートル（仏: guêtre）とも。

## 概要
活動時に脛を保護し、障害物にからまったりしないようズボンの裾を押さえ、また長時間の歩行時には下肢を締めつけて鬱血を防ぎ脚の疲労を軽減する等の目的がある。日本では江戸時代から広く使用されるが、元となった脛巾（はばき）自体はそれ以前から（武家・庶民共に）見られる。現在でも裾を引っ掛けることに起因する事故を防いだり、足首や足の甲への受傷を防ぐ目的で着用を義務付けている職場があり、作業服などを扱う店で販売されている。

## 日本の伝統型脚絆
大津脚絆
上下に結び紐を付したタイプ。

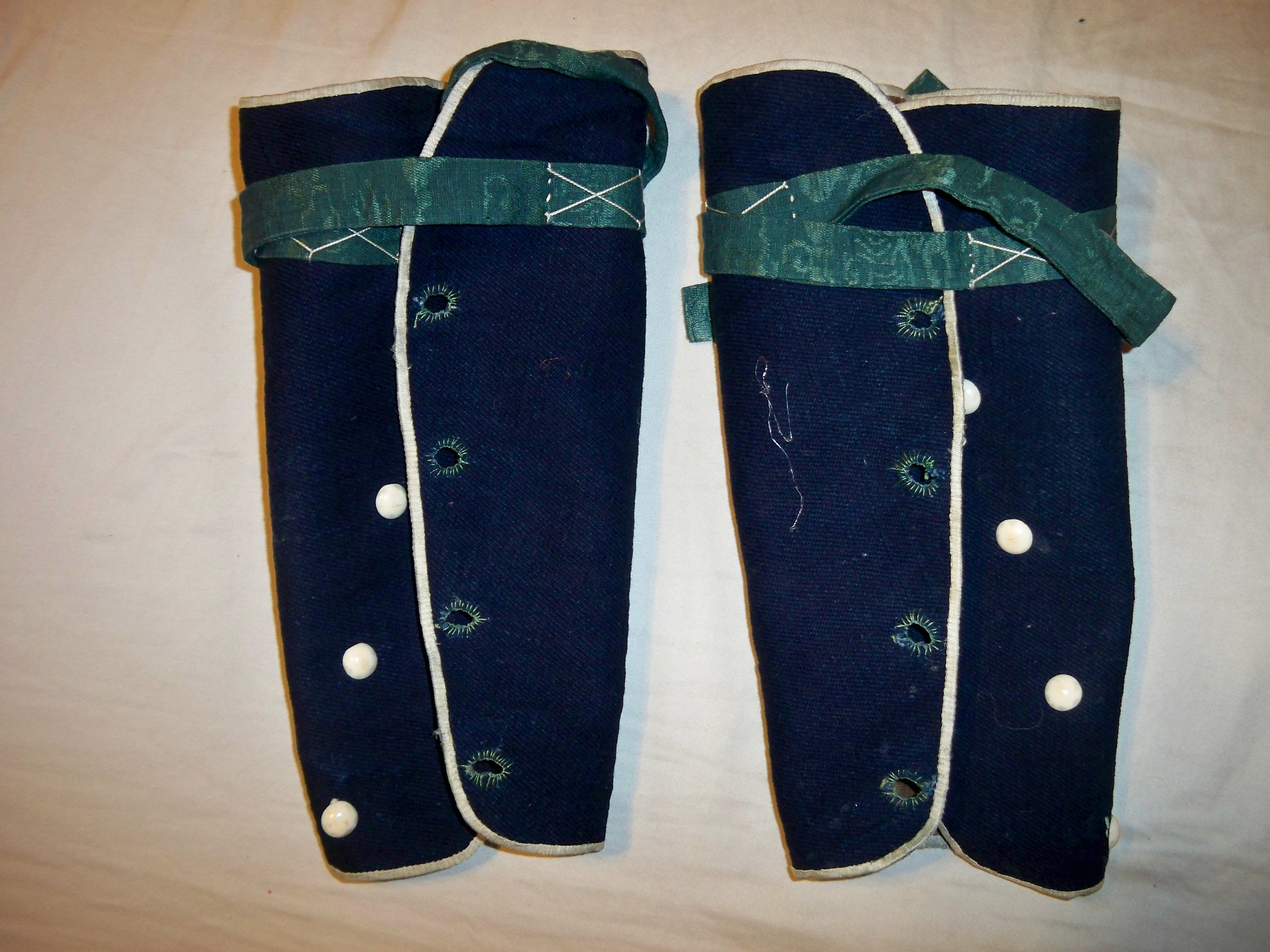
江戸脚絆
上部に紐を、背部にコハゼを付したタイプ。
筒型脚絆
円筒形に縫い、上部に紐を付したタイプ。

## 西洋型脚絆

### レギンス（スパッツ型、短ゲートル）

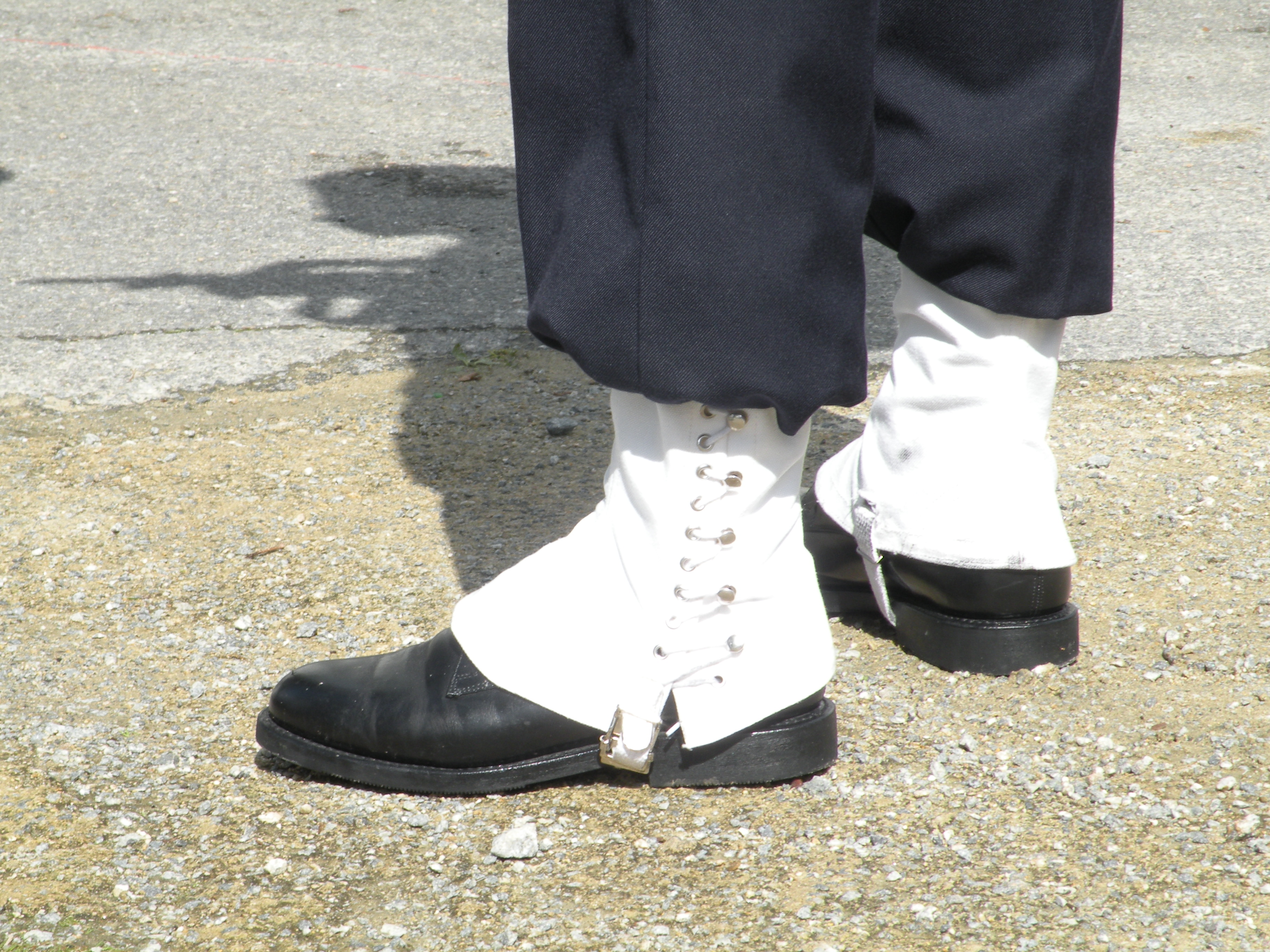
フランス軍のレギンス型半脚絆

いわゆるレギンス型とは面積のある1枚ものの布または軟革をバックルやボタン、バンドなどで固定するもの。足の甲を覆う形状のレギンスでは、靴の土踏まずに掛けるベルトを備える場合がある。世界の軍隊の装備としては第二次世界大戦頃までは後述の巻脚絆と共に双璧をなしていたが、戦後は編上げ式の半長靴の普及によってとって代わられ、儀礼的な軍装品としてのみ形を残している。民間においては、溶接業、製鉄などの金属工業、機械工業などの職業分野で、足首と足の甲を保護するために多用されており、面ファスナーで固定する製品もある。
脛全体ではなく、踝辺りのみを巻く小振りのレギンスは「短ゲートル（半脚絆）」などと言われる。また、硬革の脛当てである「革脚絆」は、主に乗馬長靴の代わりとして用いられた。
- イギリス陸軍、アメリカ陸軍・アメリカ海兵隊 - 戦間期にレギンス型を採用した。イギリス式は足首だけを巻く短い形状で、2本の小バンドで締めた。アメリカ式は上掲写真のように、膝下から足の甲までを覆い土踏まずベルトも備えるが、紐をフックに編み上げて固定する方式のため着脱に手間取る難点があった。
- ドイツ国防軍・武装親衛隊 - 第二次大戦中期以降の物資不足の時勢に、本来の長靴に代え、上記のイギリス式に類似した短ゲートルと編上靴を支給した。
- 日本陸軍 - 建軍から日露戦争期頃まで、歩兵を中心とする徒歩本分たる兵科（兵種）の将兵が膝下から足の甲までのレギンス型を用いていたが、のちに廃止され後述の巻脚絆となる。また、第二次大戦までは徒歩本分の将校が、長靴の代わりに革脚絆を用いる場合が多々あった[注釈 1]。
- 日本海軍 - 陸戦装備時や、艦船勤務であっても儀式の軍装時は下士官兵はレギンス型を用いたが、のちに陸戦装備時は後述の巻脚絆が普及する。陸戦装備時の士官の一部は革脚絆を用いる場合があった。
- 海上自衛隊・航空自衛隊 - 警務職務に従事する警務官および警務官補、甲武装（儀式用）、乙武装（非儀式用）で白い半脚絆を着用する定めがあるが、省略されることもある。

### 巻脚絆（巻きゲートル）

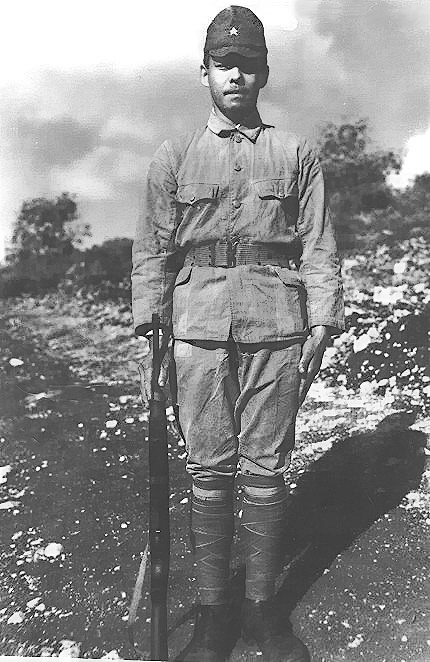
日本陸軍兵の巻脚絆。一貫して均等に巻き上げるのではなく、中ほどの二巻きでは脛の正面で布を折り返すという、日本軍独特の巻き方が分かる。なおこの写真はサイパンで降伏した際に撮影されたもので、カービン銃と弾帯はアメリカ軍のものを所持している。

巻脚絆とは包帯状の細い布を巻いて脚絆を作るもの。19世紀末頃から使われ始める。世界の軍隊の軍装品としては第一次世界大戦をピークに、第二次世界大戦頃まではレギンス型や長靴に並んで各国の軍隊で広く用いられた。脚絆の一端には脚絆を最後に縛って固定するための紐が取り付けられている。欠点としては、上手に巻くには慣れが必要で、着脱に時間がかかり、高温多湿の環境下ではシラミなど害虫の温床になりやすい。第二次大戦後に編上げ式の半長靴が普及するにつれてとって代わられ、レギンス型と異なり儀礼的な軍装品としても形を残していない。民間では第二次大戦頃までは軍隊と同様に広く普及していたが、現代ではほぼ廃れている。
- 日本陸軍 - 日露戦争中に採用され、日露戦後に徒歩本分者の被服とされた。数種類の巻き方があり、いったん巻いた脚絆の上下（足首と膝下）を固定用の紐でさらに締め、紐がすねの前で交差する巻き方は「戦闘巻」と俗称された。第二次大戦末期の1944年頃になると、物資の不足を受けて巻脚絆をただの布で代用したり、あるいは巻脚絆自体を足に巻きつけて軍靴代わりとする例も見られた[7]。
- 日本海軍 - 陸戦装備としては1930年代に士官下士官兵共通の被服として採用され（陸戦隊被服）、艦船勤務の将兵であっても広く普及していた。
- ソ連赤軍 - 第二次大戦中期の物資不足の時勢に本来の長靴に代え、編上靴と巻脚絆を支給した[8]。
- ドイツ国防軍・武装親衛隊 - 山岳猟兵といった、特に脚に負担が掛かりやすい兵科では長靴ではなく編上靴と巻脚絆を支給した[9]。
- 他にイタリア陸軍、フランス陸軍、中国国民革命軍等でも第二次大戦まで、イギリス陸軍、アメリカ陸軍では戦間期まで使用されていた。

## ギャラリー

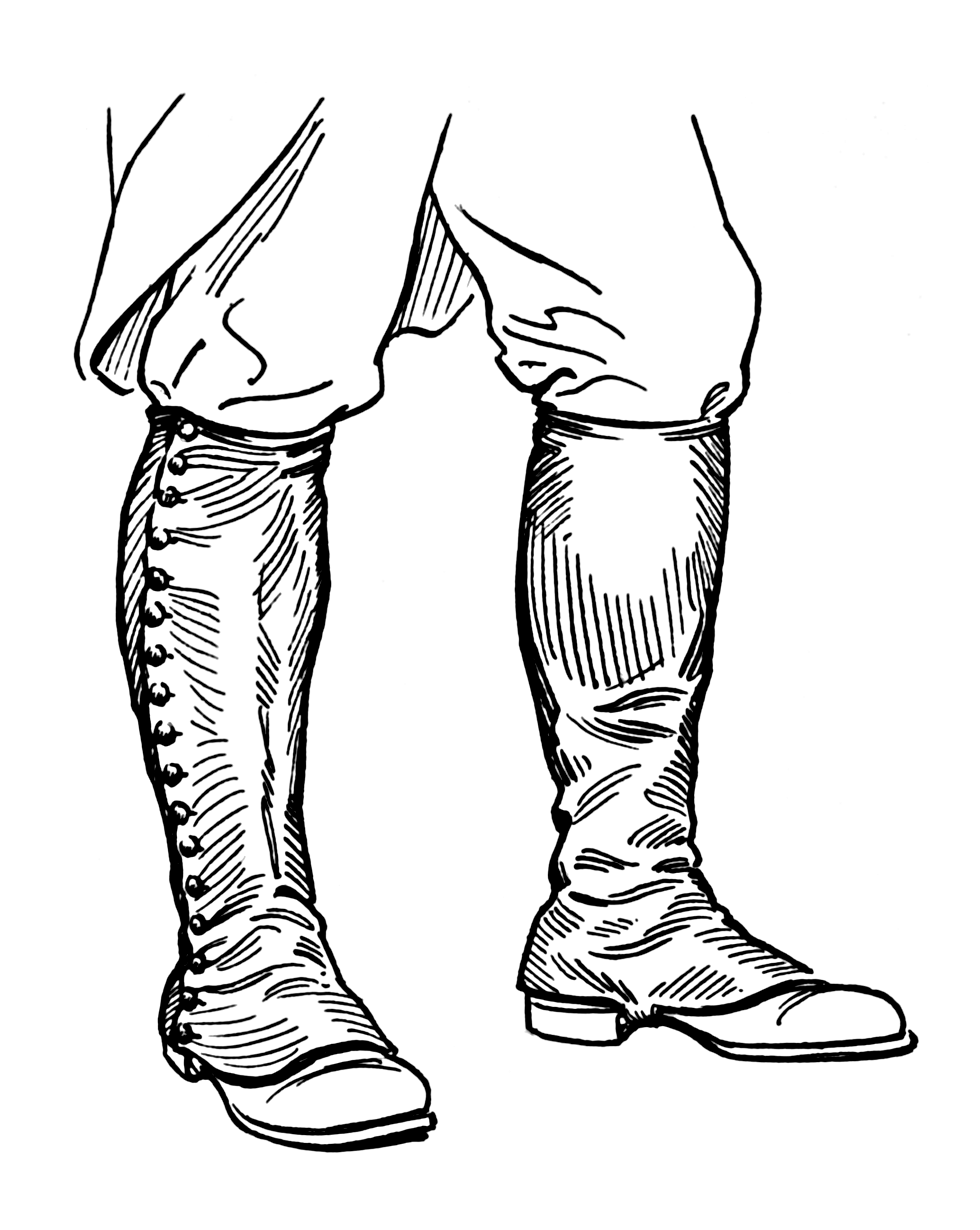
ボタン留め方式のレギンス型
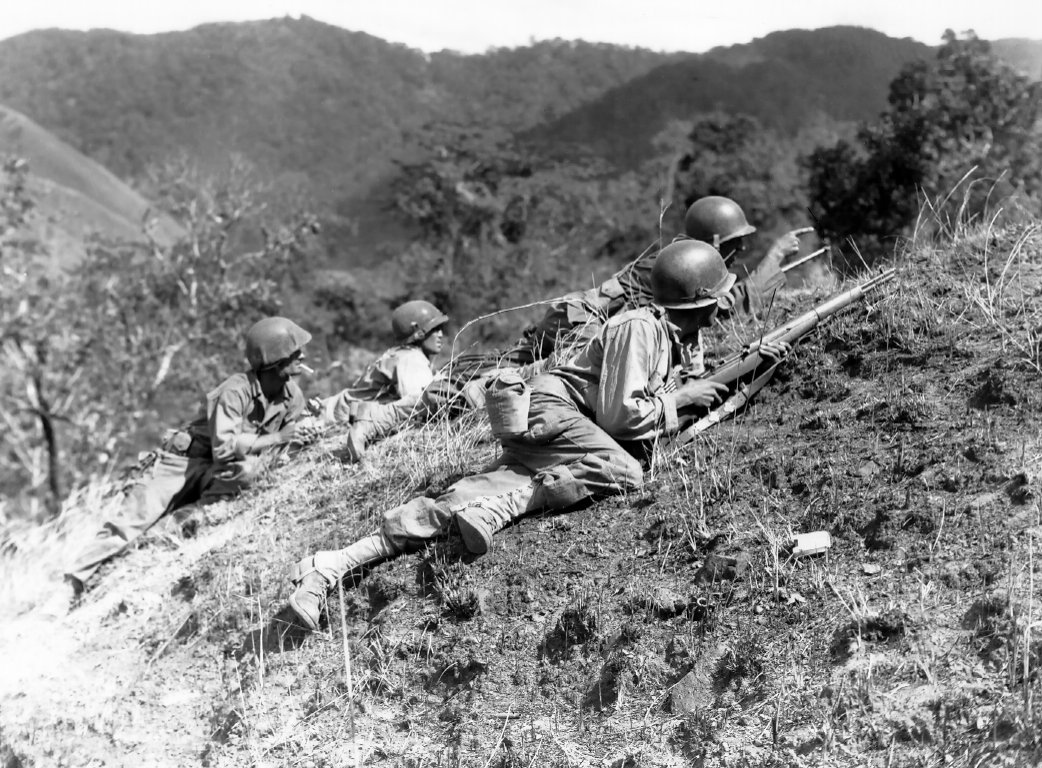
レギンス型。第二次大戦期のアメリカ陸軍
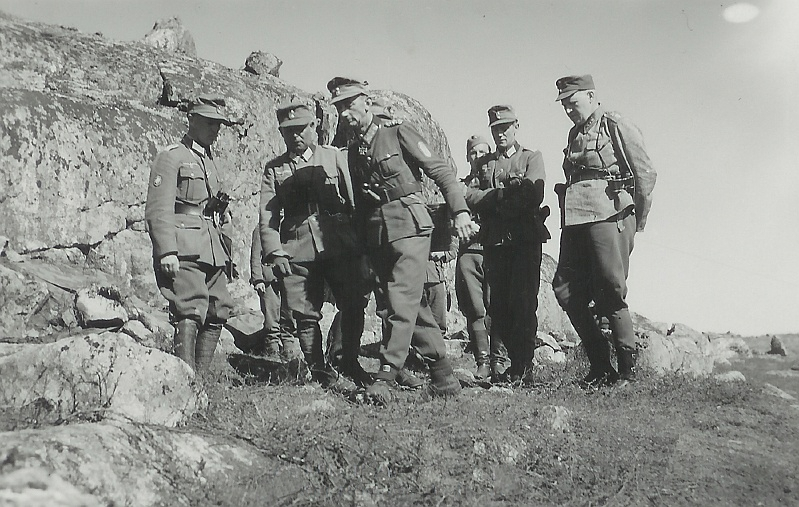
巻脚絆と半脚絆。第二次大戦期のドイツ陸軍山岳部隊とフィンランド陸軍。手前左2人のドイツ軍将校は巻脚絆を、中央のエデュアルト・ディートル山岳兵中将および最右のフィンランド軍将校は半脚絆を着用
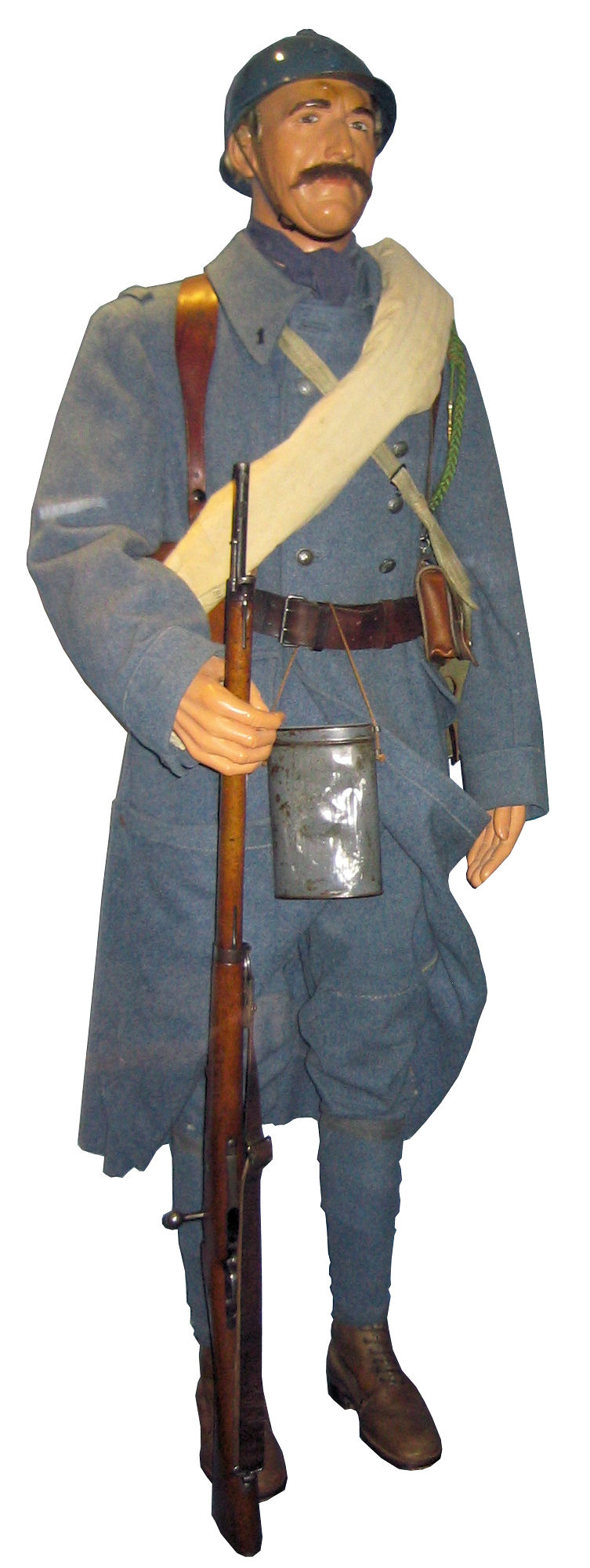
巻脚絆。第一次大戦期のフランス陸軍下士官兵
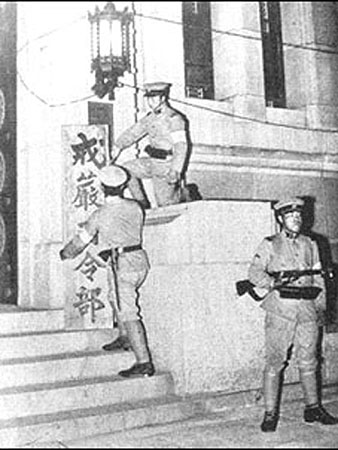
巻脚絆。戦間期の日本陸軍下士官兵
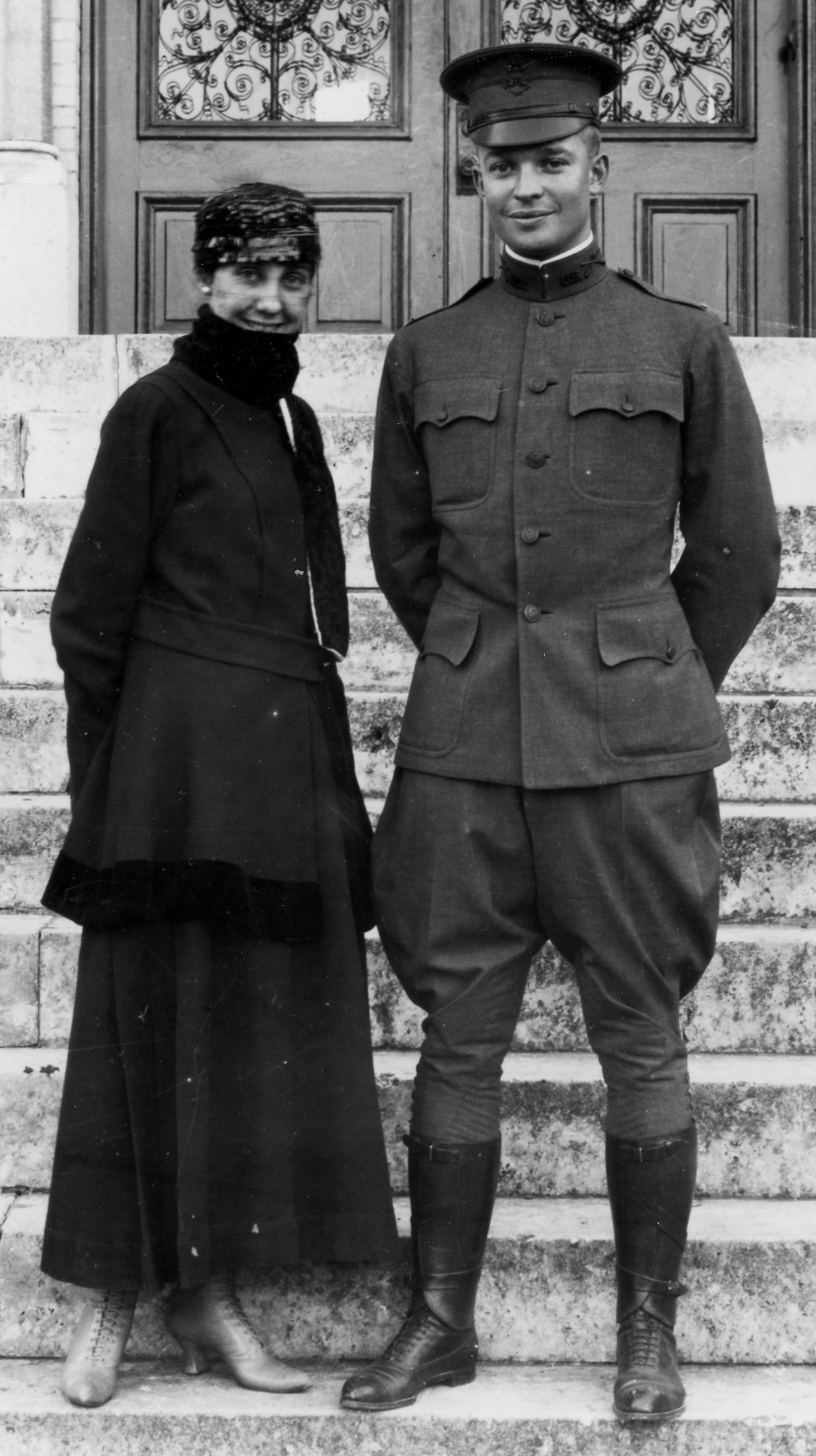
革脚絆。第一次大戦期のアメリカ陸軍士官（ドワイト・D・アイゼンハワー）
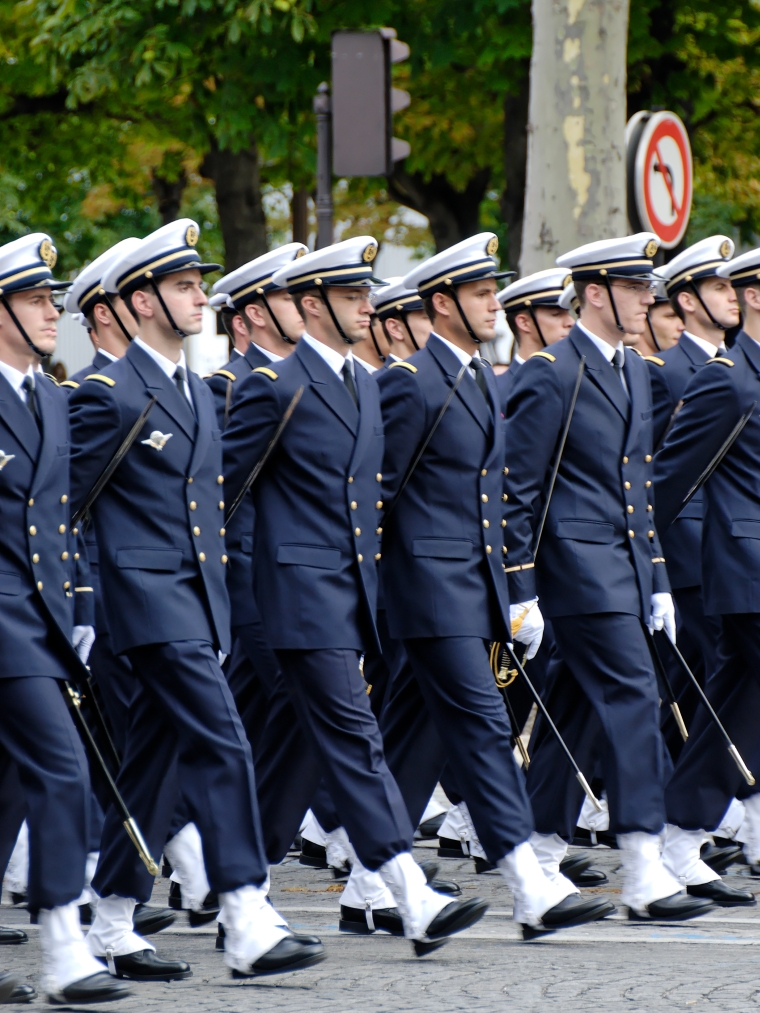
半脚絆。2007年パリ祭のフランス海軍兵学校生徒
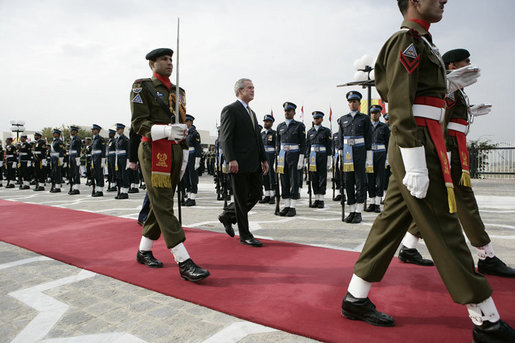
イギリス式の半脚絆。パキスタン軍
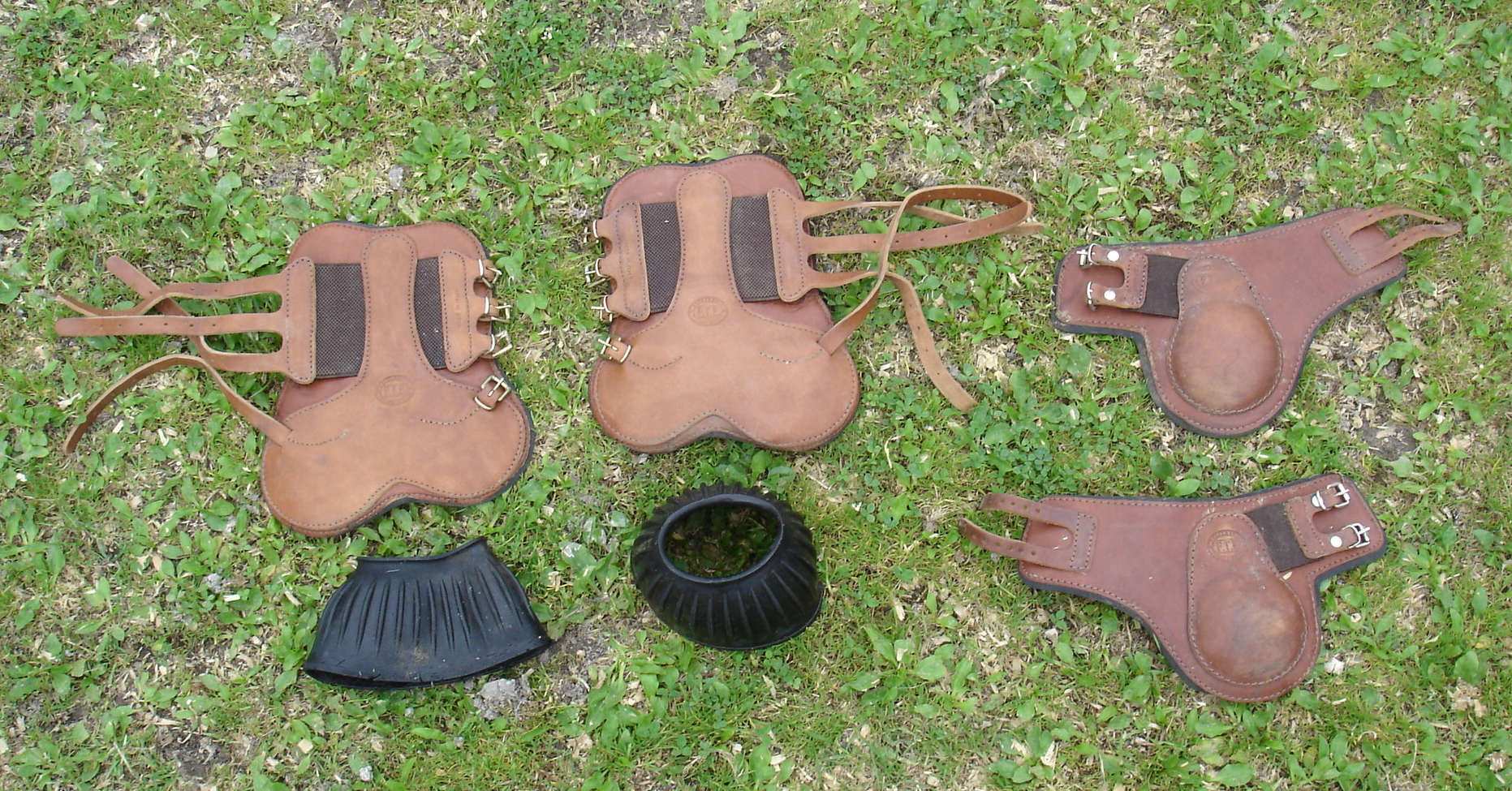
ウマ用の脚絆
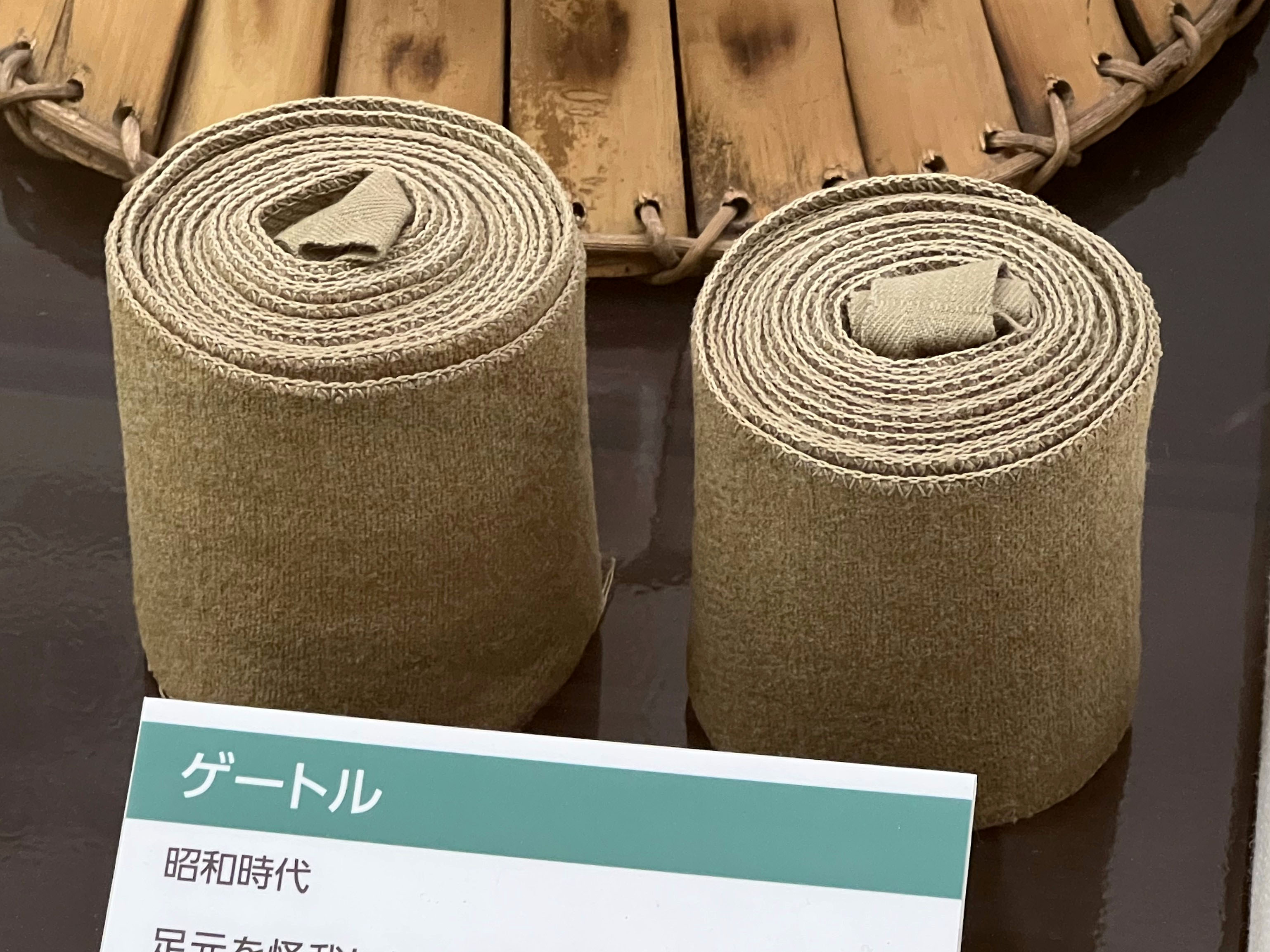
昭和時代の巻きゲートル